# Cephalotini

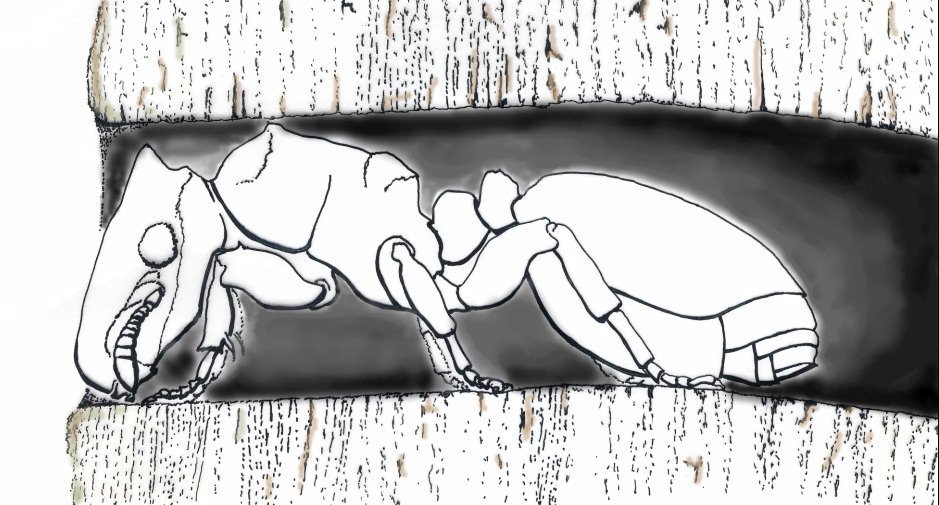
Cephalotes texanus у входа в гнездо

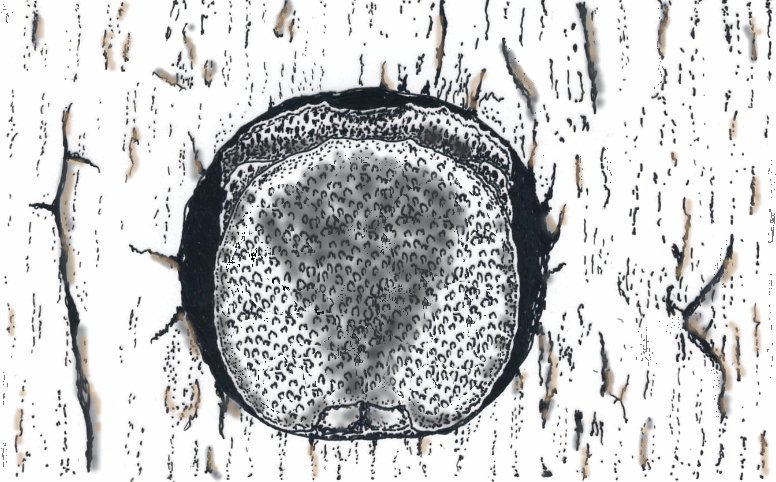
Голова Cephalotes texanus, затыкающая вход в гнездо

Cephalotini  (лат.) — триба муравьёв из подсемейства Myrmicinae (Formicidae), включающая 2 рода и около 150 видов. По другим данным это родовая группа Cephalotes genus-group в составе расширенной трибы Attini.

## Распространение
Неотропика

## Описание
Древесные муравьи. Имеют сплющенное тело, особенно голову, которой могут затыкать вход в муравейник. Тергит IV абдоминального сегмента сильно гипертрофирован, занимая большую часть дорзума брюшка (Bolton 2003).

## Систематика
Ранее (Smith, 1876) объединялись в сборную группу Cryptoceridae вместе с родами Cataulacus и Meranoplus.
В 2014 году в ходе молекулярно-филогенетического исследования и полной реклассификации всех мирмицин (Ward et al., 2014) члены были включены в состав расширенной трибы Attini качестве её родовой группы Cephalotes genus-group.
- Триба Cephalotini Smith 1853
  - Род Cephalotes (=Cryptocerus, Eucryptocerus, Zacryptocerus)
  - Род Procryptocerus

### Синонимы
- Cryptoceridae Smith
- Cryptocerii Smith
- Cryptocerinae Smith
- Cryptocerini Smith